# Biber (Möhne)
Die Biber ist ein 8,1 km langer, orografisch linker bzw. südlicher Nebenfluss der Möhne im Naturpark Arnsberger Wald, Nordrhein-Westfalen (Deutschland). 

## Verlauf
Die Biber entspringt im Ostteil des Arnsberger Waldes, etwa 1,4 km nördlich von Brilon-Scharfenberg. Ihre Quelle liegt südlich des Kleinen Fahrenbergs auf etwa 428 m ü. NN. Von hier aus fließt der Bach in nordwestlichen Richtungen durch den Arnsberger Wald. Nachdem ihr Wasser den kleinen Biberteich durchflossen hat, mündet die Biber bei Rüthen auf rund 292 m ü. NN in den Ruhr-Zufluss Möhne.

## Hydrologie und Einzugsgebiet
Die Biber überwindet auf ihrem 8,1 km langen Weg einen Höhenunterschied von 137 m, was einem mittleren Sohlgefälle von 16,9 ‰ entspricht. Sie entwässert ein 10,9 km² großes Einzugsgebiet über Möhne, Ruhr und Rhein zur Nordsee.